# Verkehrsbetriebe Burgenland

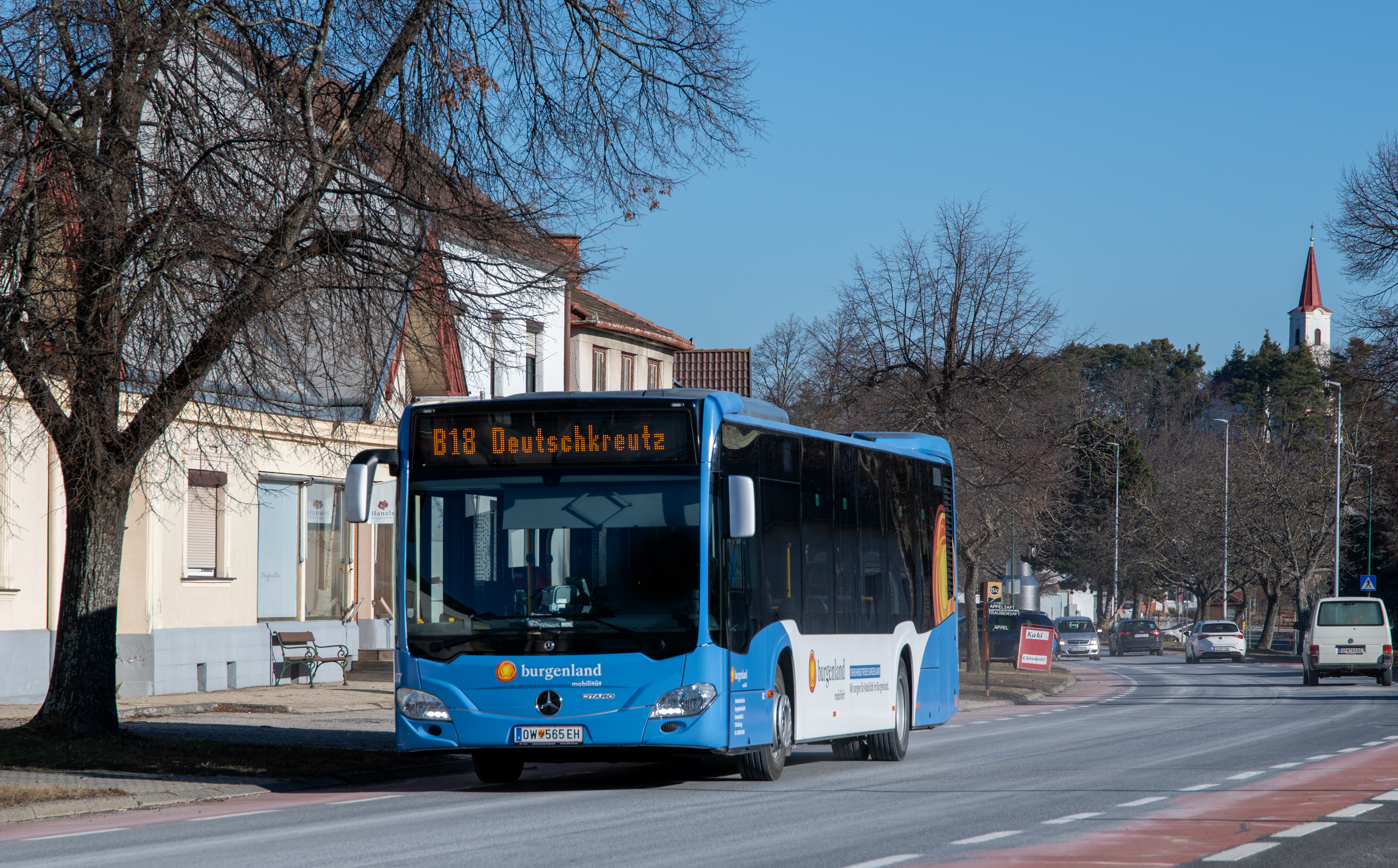
Ein Mercedes Citaro 2 als Linie B18 in Lackendorf (2024)

Die Verkehrsbetriebe Burgenland GmbH (kurz: VBB) wurde im Jahr 2020 als Tochterunternehmen des Landes Burgenland gegründet.
Sitz des Unternehmens ist Güssing.
Zweck ist die ergänzende und verbesserte Planung und Organisation von Busverkehren im Burgenland, insbesondere für Pendler aus dem Südburgenland nach Graz und Wien. Die ersten drei Linien nahmen im Jänner 2021 ihren Betrieb nach Graz auf.
Im Jahr 2024 werden von den VBB ca. 20 Buslinien betrieben.
Die Verkehrsbetriebe Burgenland verfügen über eigene Fahrzeuge, vergeben aber auch teilweise den Betrieb von Linien an bekannte Busunternehmen. Auch bis dahin eigenwirtschaftlich geführte Linien, wie die von Dr. Richard betriebene Linie G1, wurden von den VBB übernommen. Neben dem Linienverkehr wird in einigen Bezirken auch das „Burgenländische Anruf-Sammeltaxi“ (BAST) mit festgelegten Ein-/Ausstiegsstellen angeboten. Seit 1. Dezember 2024 verkehrt das BAST burgenlandweit mit insgesamt 3.711 Haltepunkten und Haltestellen.
Landeshauptmann Hans Peter Doskozil wurde wegen der Gründung eines landeseigenen Verkehrsbetriebs von einigen Seiten Verstaatlichung vorgeworfen.
Busunternehmen klagten darüber, dass Buslenker abgeworben würden, da der garantierte Mindestlohn des Landes höher sei als in der Privatwirtschaft.
Die Verkehrsbetriebe Burgenland sind Partner im Verkehrsverbund Ost-Region (VOR). Zuständig für die gesamte Planung der VBB-Buslinien sind die VBB.
Im Jahr 2024 wurden rund 1,1 Mio. Fahrgäste befördert, das „Burgenländische Anruf-Sammeltaxi“ (BAST) war mit bis zu 490 Fahrten täglich unterwegs.

## Liniensystem

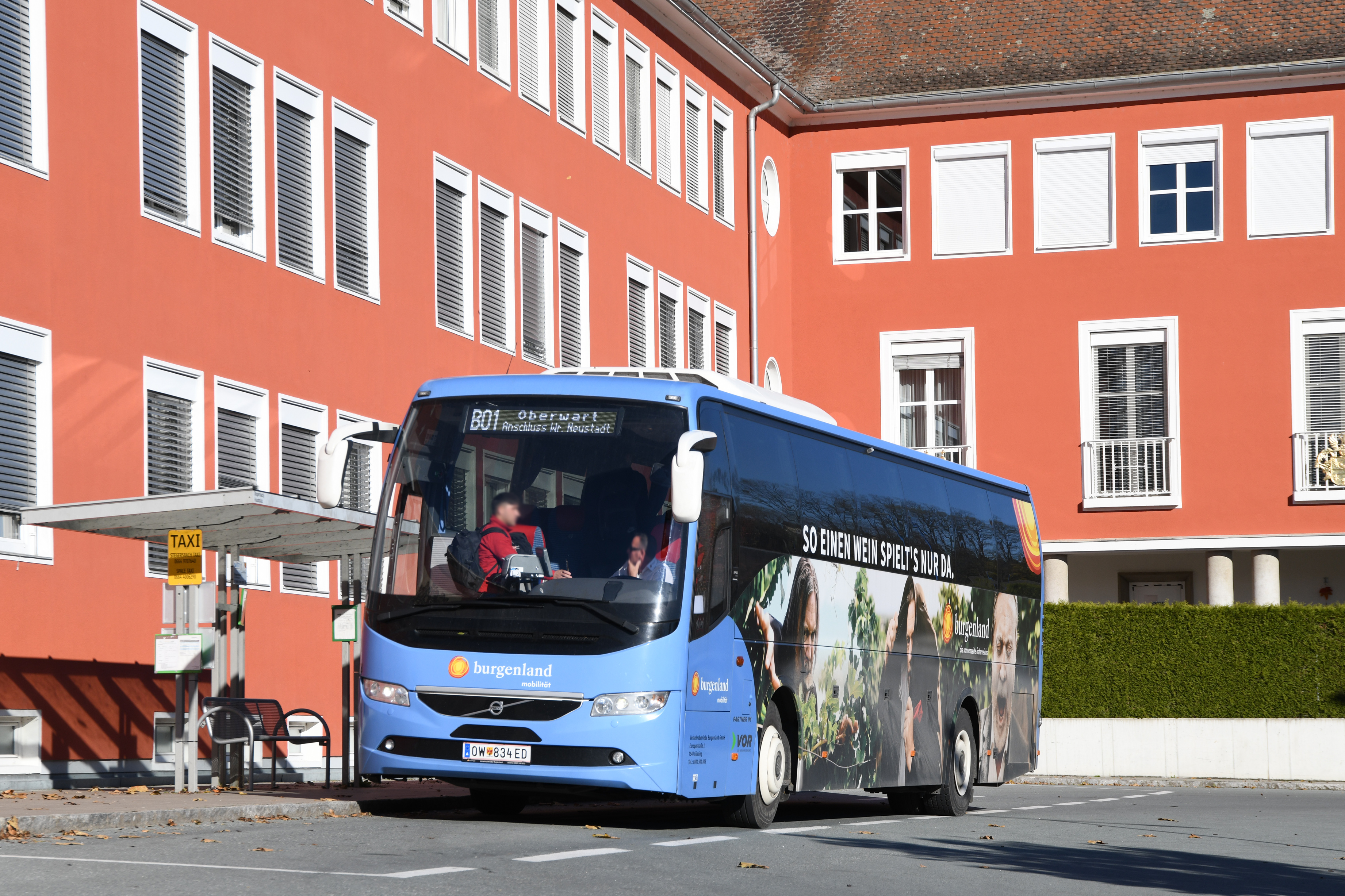
Ein Volvo 9700 als Linie B01 nach Oberwart in Stegersbach (2023)

Die VBB-Linien werden mit einer ein- oder zweistelligen Zahl mit vorangestelltem B bezeichnet (B-Linien). Die Nummern der Linien nach Wien und deren Zubringer sind immer zweistellig und haben als erste Ziffer 0, die übrigen Linien werden fortlaufend ab 1 nummeriert. Daher gibt es sowohl eine Linie B01 und B02 als auch B1 und B2.

## Tarif
Die VBB-Linien sind vollständig in das Tarifsystem des Verkehrsverbundes Ost-Region (VOR) integriert, es gelten somit sämtliche Arten von Einzel- und Zeitfahrkarten des VOR sowie Klimatickets.
Daneben gibt es nur auf VBB-Linien geltende Sonderbestimmungen: bspw. ist für die Seniorenermäßigung die Vorteilscard Senior keine Voraussetzung, es genügt ein Altersnachweis; für die Linie B01 (ex G1) können beim Buslenker nur für diese Linie geltenden Mehrfahrtenkarten erworben werden. Am 15. Jänner 2025 wurde der VBB-Ticketshop in Oberwart eröffnet.
Für Fahrten zwischen Haltestellen in der Kernzone Wien ist die Benützung der VBB-Busse nicht gestattet.